# Gåstjärnen (Ekshärads socken, Värmland)
Gåstjärnen är en sjö i Hagfors kommun i Värmland och ingår i Göta älvs huvudavrinningsområde.